# Filip Stanislav Kodym
Filip Stanislav Kodym (1. května 1811 Opočno – 4. října 1884 Praha-Dejvice) byl český lékař, přírodovědec, odborný spisovatel, novinář a politik. Napsal množství úspěšných populárně-vědeckých spisů, zejména v oblasti biologie, fyziky, chemie, zemědělství a zdravotnictví, psaných jasným a prostým slohem bez zbytečných cizích slov. V letech 1852–1862 řídil Hospodářské noviny, hojně čtené na venkově a zaměřené na šíření poznatků vědy a techniky; v době Bachova absolutismu měly i kulturní a politický význam. Poté se stal redaktorem časopisu Hlas; za uveřejnění pobuřujícího článku byl r. 1868 odsouzen ke třem měsícům vězení. Zasedal jako poslanec v Českém zemském sněmu a formálně i v Říšské radě. Propagoval vzdělání širokých vrstev přísnou výchovou dětí a zakládáním opatroven a obecních knihoven. Ke konci života byl velmi oceňovaný pro své čtyřicetileté úsilí o kulturní povznesení českého národa.

## Život
Narodil se 1. května 1811 v Opočně v rodině učitele, malíře a později knihaře a obchodníka, Václava Kodyma a Anny, dcery mědirytce Petra Wolfa z Prorub. Podle přání zemřelého otce měl rovněž pokračovat v knihařském řemesle; příklad spolužáků z opočenské školy i záliba ve čtení ho ale přivedly nejprve na latinské školy do Hradce Králové a poté na lékařskou fakultu do Vídně. Vídeňská studia pro něj byla krušná – trpěl tak velkým hmotným nedostatkem, že jeho hlavní výživou byl suchý chléb. Upevnilo se tam však jeho národní uvědomění, k čemuž přispěla zejména náhodně přečtená Kollárova Slávy dcera.
Roku 1838 byl promován na doktora medicíny a přijal místo lékaře v Mikulášovicích u Rumburka. Po čtyřech letech se přestěhoval do Prahy, aby byl v centru národního života. Společně s Amerlingem zakládal národní vzdělávací ústav Budeč, který ale neměl dlouhého trvání.
Brzy se zapojil do publikační činnosti. Roku 1844 vydal Nedělní zábavy, populárně-naučné čtení v jedenácti svazcích. Po roce 1847 strávil zhruba rok a půl v Litomyšli, odkud se vrátil do Prahy. V letech 1852–1862 vydával Hospodářské noviny, které byly zpočátku téměř jediným čtením venkovského rolnictva a v době Bachova absolutismu jedním z hlavních center českého ducha vedle Mikovcova Lumíra.
V červenci 1862 došlo ke konfliktu mezi redaktorem Kodymem a vydavatelskou společností Hospodářských novin. V č. 22 informoval o schůzi, na níž kníže Karel Schwarzenberg obhajoval předpisy proti dělení zemědělských usedlostí jako záruku udržení českého rolnictva a tím i národa. Kodym tomuto názoru oponoval poukazem na to, že dělení spíše než drobné rolníky chrání panské velkostatky, jejichž dělení „není vysokým těm pánům po chuti“. Kníže se tímto komentářem cítil uražen a požadoval uveřejnění opravy. Hospodářská společnost (vydavatel časopisu) vydala požadované vyjádření, v níž s publikovaným komentářem nesouhlasila, Kodym jej ale odmítl otisknout a byl z redaktorského místa odvolán.
Následně se Kodym stal redaktorem politického časopisu Hlas. Za jeho vedení tam 7. února 1868 vyšel v č. 6 nepodepsaný článek „Kdy budeme spokojeni“, v němž autor ostře kritizoval rakousko-uherské vyrovnání a mimo jiné tvrdil, že všechny dosavadní rakouské vlády včetně současné jsou nepřátelské zájmům Slovanů, a tím i Čechů. Článek vedl k trestnímu stíhání redaktora Kodyma pro pobuřování. Během soudního projednání se neprokázalo, kdo tento text napsal, ale Kodym byl odsouzen ke třem měsícům vězení a pokutě 1500 zlatých za zanedbání redaktorských povinností.
Od 60. let 19. stol. se věnoval i politické činnosti. Určitou dobu zasedal v Českém zemském sněmu, který ho roku 1871 zvolil poslancem Říšské rady (celostátní zákonodárný sbor, tehdy ještě nevolen přímo, ale tvořen delegáty jednotlivých zemských sněmů), kde reprezentoval kurii venkovských obcí v Čechách. V souladu s tehdejší českou opoziční politikou pasivní rezistence však mandát nepřevzal a do sněmovny se nedostavil. Jeho mandát tak byl 23. února 1873 prohlášen pro absenci za zaniklý.
V srpnu 1868 patřil mezi 81 signatářů státoprávní deklarace českých poslanců, v níž čeští poslanci zemského sněmu odmítli centralistické směřování státu a hájili české státní právo. S politikou pasivního odporu (neúčast českých poslanců na Říšské radě a po jistou dobu i na zemském sněmu) praktikovanou Národní stranou ovšem nesouhlasil a později vstoupil ke svobodomyslné (mladočeské) straně. Roku 1874 si tím proti sobě popudil představitele staročechů, kteří ho v časopisech Politik a Pokrok ostře kritizovali a označovali za národního zrádce.
Ke konci života, zejména u příležitosti 70. narozenin (1881), byl velmi oceňovaný pro svou mnohaletou činnost ve prospěch povznesení českého národa.
Od roku 1857 žil v usedlosti Fišerka (dnes také nazývaná Kodymka) v Šárce u Prahy (součást Dejvic). Velmi ji zvelebil a zřídil zde pokusnou zahradu, do které jezdily o prázdninách pražské děti pro zábavné poučení o přírodních tajemstvích.
Zemřel ve svém domě 4. října 1884, pohřben byl o dva dny později na šáreckém hřbitově.
Na jeho počest byl roku 1900 pojmenován Kodymův internát na zimní hospodářské škole v Opočně.

## Dílo
Kodym byl všestranně vzdělaný přírodovědec, stoupenec J. S. Presla. Jeho snahou bylo přiblížit vědecké poznatky široké veřejnosti, zejména rolníkům.
V knihách a článcích vyzýval ke zvýšení vzdělanosti národa. Pomoci k tomu mělo — kromě popularizace vědy — také zakládání opatroven a obecních knihoven. Zastával se přísné výchovy („vychování tvrdé dělá děti zdravé“), spojené s otužováním, střídmostí, pobytem na čerstvém vzduchu, konzumací mléka a ovoce. Učivo radí podávat prostými, srozumitelnými metodami.
Vedle záslužné novinářské činnosti (Hospodářské noviny, Hlas, Posel z Prahy, později Národní listy) byl autorem řady samostatných populárně-naučných publikací:
- Zábawy nedělnj, čili, Prostonárodnj poučowánj w silozpytu (1844)
- Filipa Stanislawa Kodyma Naučení o žiwlech, jejich moci a wlastnostech (1849, s několika reedicemi) – dílo k popularizaci fyziky. V některých případech vytvořil novou terminologii (tam, kde ještě nebyla ustálená), aby se vyhnul zbytečnému používání cizích slov. Styl práce ocenil mj. František Josef Studnička.[15] Podle recenzenta z r. 1864 (v souvislosti s novým vydáním) tu prokázal všechny tři schopnosti potřebné pro popularizátora vědy: vzdělanost, pružnost myšlení a lidumilnost.[20]
- Mladá matka, jak by se před porodem i v šestinedělí zachovati a dítko své v prvním jeho věku ošetřovati měla (1852)
- Navedení k lučebnictví pro hospodáře, řemeslníky, nastávající lékárníky i vůbec pro každého, kdo cestou vlastního zkoušení snadno i lacino v přeužitečné této vědě vzdělati se chce (1853)
- Zdravověda, čili, Nejlepší způsob, aby člověk svého života ve zdraví a vesele užiti a k tomu dlouhého věku dosáhnouti mohl (1853) – mimořádně populární (prodalo se 40 tisíc výtisků), v mnohém předběhl dobu[18]
- Hospodářský klíč : čtení o nejhlavnějších základech umění hospodářského, založeného na vědách přírodních (1857, s reedicemi) – populární hospodářská čítanka[4]
- Juliana Luběneckého Včelaření v úlech Dzierzonských (1858)
- Spolky na vzájemné pomáhání (1860)
- Listy o konstituci (1861) – poctěny cenou českého sněmu[5]
- Úvod do tělovědy člověka (1862)
- Kniha včelařská (1863)
- O kodymkách i o wyhříwadle na wodu (1863?), popis kamen se spodním tahem, která spoří palivo
- Úvod do živlovědy. K potřebě nižších škol i k domácímu poučení (1864, 2. vyd. 1872)
- Úvod do zdravovědy (1869)
- Cestování po světě (co úvod do zeměpisu) (1873)
- Čemu učí Darwin? (1876)
- Novější názory o stvoření světa a někdejším obyvatelstvu jeho jak postupem času se měnilo (1876)
- F. St. Kodyma Procházky v oboru přírodních věd (1877), sestává ze čtyř kapitol: 1. Světlo a život, 2. Vzduch a zdraví, 3. Z pravěku zemského, 4. Z nebes říše.
- F. St. Kodyma Úvod do hospodářství (1879), oceněná moravským zemským výborem a přeložená do němčiny[18]
- Čeho třeba, aby užitečné vědomosti přírodovědecké v našem národu více se šířily (1881)